# Richard FitzRalph

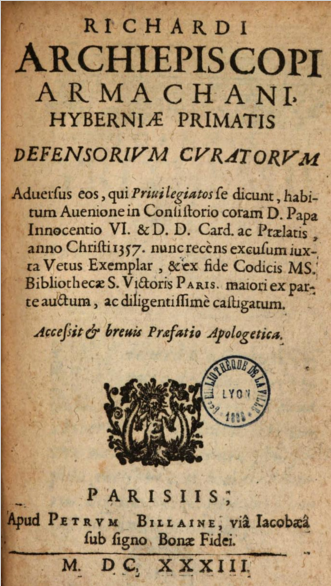
Portada de una copia de una obra de FitzRalph de 1633.

Richard FitzRalph (también Fitz Ralph; c. 1300 en Irlanda – 16 de diciembre de 1360 en Aviñón) fue un teólogo y profesor universitario irlandés, y también arzobispo de Armagh que vivió durante el siglo XIV.

## Vida y obra
FitzRalph nació en una familia burguesa bienestante de origen Hiberno-normando en Dundalk, Irlanda. Se tienen noticias de él como exalumno y profesor del Balliol College, en la Universidad de Oxford en 1325 (la cual es la noticia más temprana conocida de él. Hacia 1331, fue maestro en Teología, y poco después fue vicecanciller de la Universidad. Esto fue un éxito sin precedentes prácticamente para una persona que aún no había cumplido los 40 años, y menos aún para un irlandés (aunque Prince, en su obra "Worthies of Devon" dice que él provenía de Devon).

Como vicecanciller, FitzRalph afrontó la crisis causada por la famosa secesión de maestres y estudiantes a Stamford, en Lincolnshire, y se cree que este asunto podría haber causado su primera visita a la corte papal en Aviñón en 1334. Volvió a Inglaterra el año siguiente, después de haber estado nombrado decano de la catedral de Lichfield — aunque tenía las canongías y prebendas de Crediton y Bosham, y que se había ya hecho provisión para él de la Cancillería de Lincoln y de las canongías y prebendas de Armagh y Exeter, hubo de renunciar a todo esto. En 1337 fue obligado otra vez a visitar Aviñón, donde permaneció hasta 1344. El 31 de julio de 1346, fue consagrado como arzobispo de Armagh. En ambas posiciones fue apreciado como un administrador competente.
A partir de 1344, FitzRalph empezó a registrar en forma de diario sus sermones. Los más cortos e insubstanciales fueron resumidos, mientras que los sermones más largos, eruditos y teológicos fueron transcritos en su totalidad. Esto se puede decir en especial de los sermones que predicó en Aviñón. Ambas formas de sermones fueron escritos en latín, y manifiestan su amor por el estudio, compartido por amigos como Richard de Bury. Se cree también que envió a muchos de sus sacerdotes a estudiar a Oxford para aumentar sus conocimientos. Sus escritos incluyen sus ideas sobre el infinito, la predestinación y el libre albedrío. Igual que sus compatriotas irlandeses Henry Crumpe y John Whitehead, estuvo implicado en la controversia con los frailes Franciscanos.
Los textos demuestran que FitzRalph estaba preocupado por los problemas sociales de Irlanda – veintinueve sermones fueron predicados en Dundalk, Drogheda, Dublín y diversos lugares del condado de Meath a eclesiásticos (a los que criticaba por su poca vocación), mercaderes (a los que atacaba por gastar demasiado dinero en extravagancias y de prácticas comerciales deshonestas) y al pueblo en general, entre el que era un predicador muy popular. En un tiempo en que a menudo había relaciones raciales hostiles entre los colonos y los nativos, tomó una postura digna al denunciar la discriminación contra los irlandeses que hablaban gaélico. Aunque a veces era severo, esto estaba compensado por su acercamiento muy serio pero también justo y ecuánime al pueblo al que predicaba, ja fuera éste anglo-irlandés, o gaèlico.
Visitó Aviñón por tercera vez los años 1349–1351, donde se cree que participó en las negociaciones entre la Iglesia apostólica armenia y el Papa Clemente VI. Su información sobre la Peste Negra es la primera constatación de su llegada a Irlanda. Desde su vuelta a Irlanda en 1351 se involucró en lo que fue una campaña personal a veces dura contra diversos órdenes de frailes mendicantes. Él deseaba que sus privilegios por lo que respecta a la confesión, la predicación, y otros actos que estaban debilitando a su clero secular fueran revocados. A consecuencia de ello, hizo una cuarta visita a Aviñón en 1357 para tratar el tema con el Papa Inocencio VI. Murió allí el 16 de diciembre de 1360. En 1370, sus restos mortales fueron enterrados en la Iglesia de San Nicolás, Dundalk, donde fue venerado durante varios siglos y se documentaron milagros relacionados con él.
Es posible que FitzRalph fuera canciller en la Universidad de Oxford en 1360.